# 马赫罗尼
马赫罗尼（Mahroni），是印度北方邦Lalitpur县的一个城镇。总人口8647（2001年）。

## 人口
该地2001年总人口8647人，其中男性4544人，女性4103人；0—6岁人口1425人，其中男745人，女680人；识字率66.71%，其中男性为76.08%，女性为56.32%。